# Adolphe Dervaux

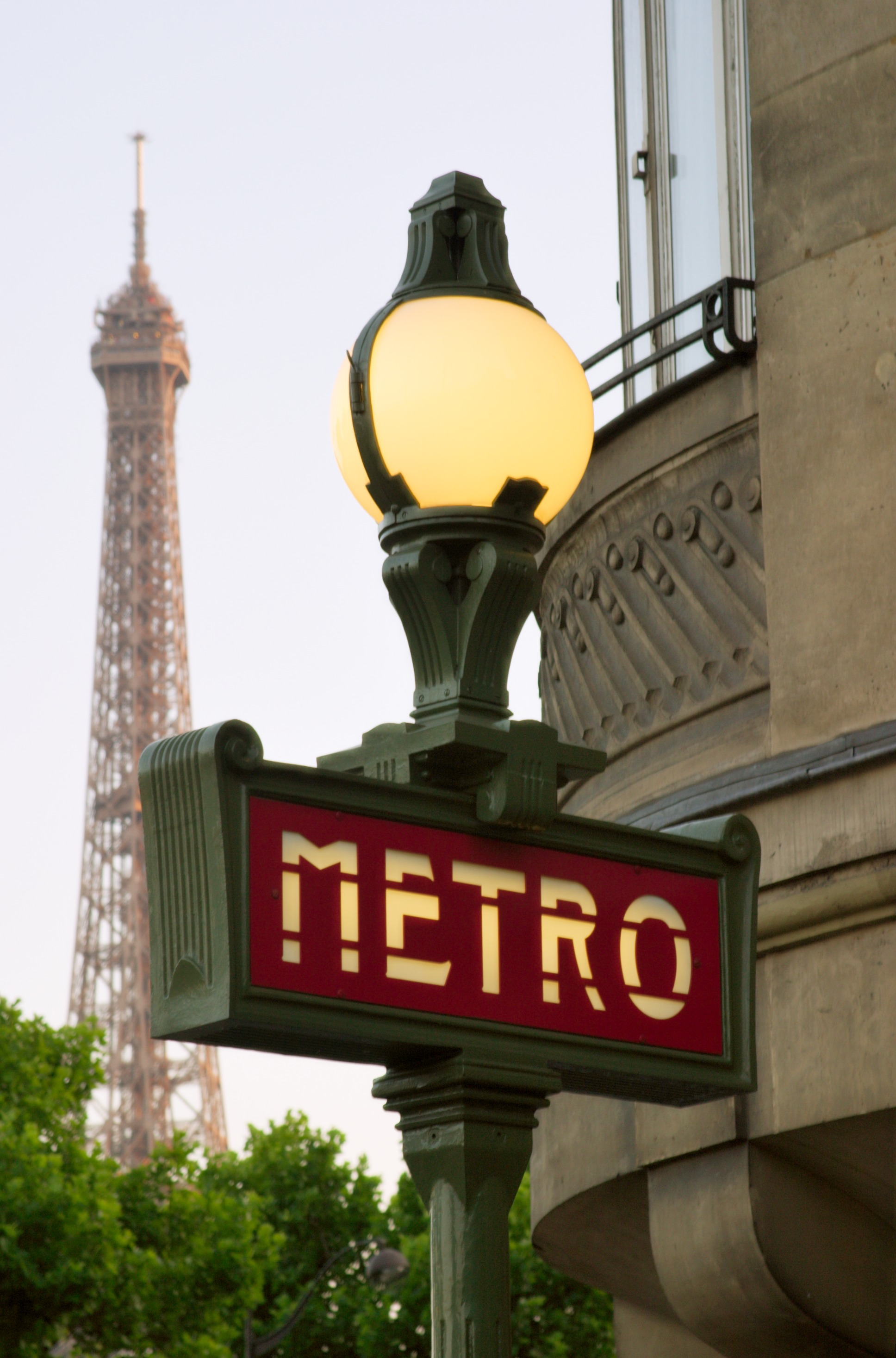
CMP-Kandelaber des Typs „Dervaux“, Métrostation Alma – Marceau

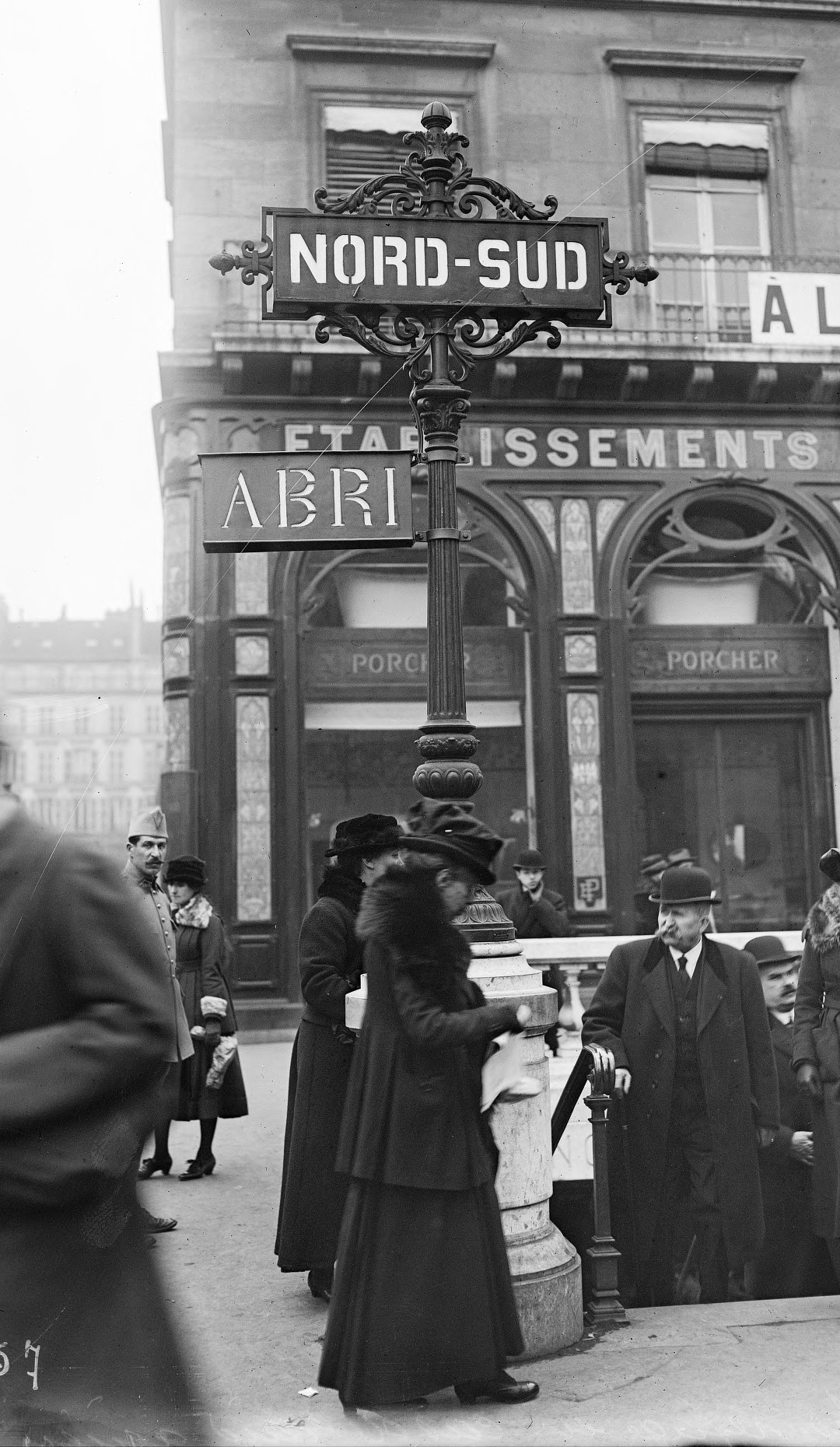
Zugang zur Station Madeleine der Nord-Sud mit Hinweisschild ABRI (Schutzraum) im Kriegsjahr 1918

Adolphe Dervaux (geboren am 2. Mai 1871 in Paris; gestorben am 28. Oktober 1945 ebenda) war ein französischer Architekt.
Dervaux besuchte die École nationale supérieure des arts décoratifs und später die École nationale supérieure des beaux-arts de Paris. Einer seiner Lehrer war der Architekt Émile Vaudremer. Später war Dervaux Präsident der Société française des urbanistes. Unter anderem entwarf er das Palais Consulaire in Sète und das Empfangsgebäude des Bahnhofs Gare de la rue Verte (heute: Gare de Rouen-Rive-Droite) in Rouen.
Berühmt ist Dervaux als Gestalter zahlreicher Zugänge von Stationen der Pariser Métro. Er entwarf die Eingangsbereiche der U-Bahnhöfe der Bahngesellschaft Société du chemin de fer électrique souterrain Nord-Sud de Paris (Nord-Sud) und ab 1921 auch jene der konkurrierenden Compagnie du chemin de fer métropolitain de Paris (CMP). Noch heute sind seine markanten Kandelaber im Stil des Art déco an zahlreichen Métrostationen vorhanden. Häufig ersetzten seine Entwürfe – ganz oder teilweise – von Hector Guimard geschaffene Art-nouveau-Dekors, die bereits ab ca. 1910 nicht mehr als modern galten.
Der typische Dervaux-Kandelaber für die CMP besteht aus einem eisernen Pfosten, auf dem ein von innen beleuchtbares rotes Schild mit dem Schriftzug METRO waagrecht ruht. An der Spitze thront eine kugelförmige, eingefasste und bekrönte Leuchte. Die Kandelaber stehen in der Regel am den Treppenschacht einrahmenden Geländer, einseitig oder (seltener) beiderseits der obersten Treppenstufe.
Mit Absicht entwickelte Dervaux die Zugänge der Nord-Sud als Gegenentwurf zu denen der CMP. Statt des verschlungenen, gewundenen Stils von Guimards Lampen und Geländern bevorzugte er einfachere, klarere Formen. Die Beschriftungen NORD-SUD bzw. NORD SUD wurden nach der Übernahme der Nord-Sud durch die CMP in den 1930er Jahren in METROPOLITAIN geändert.

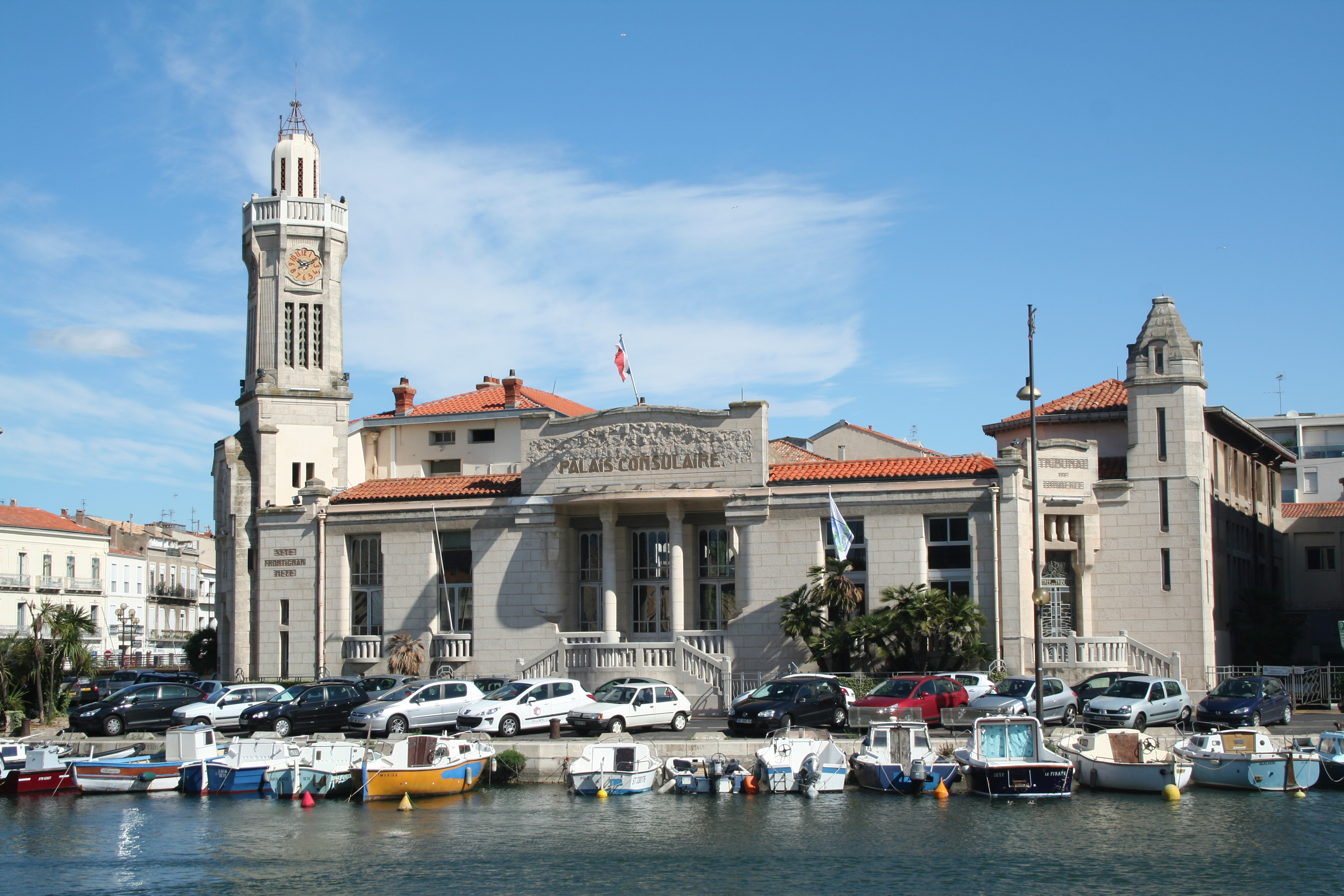
Palais Consulaire in Sète
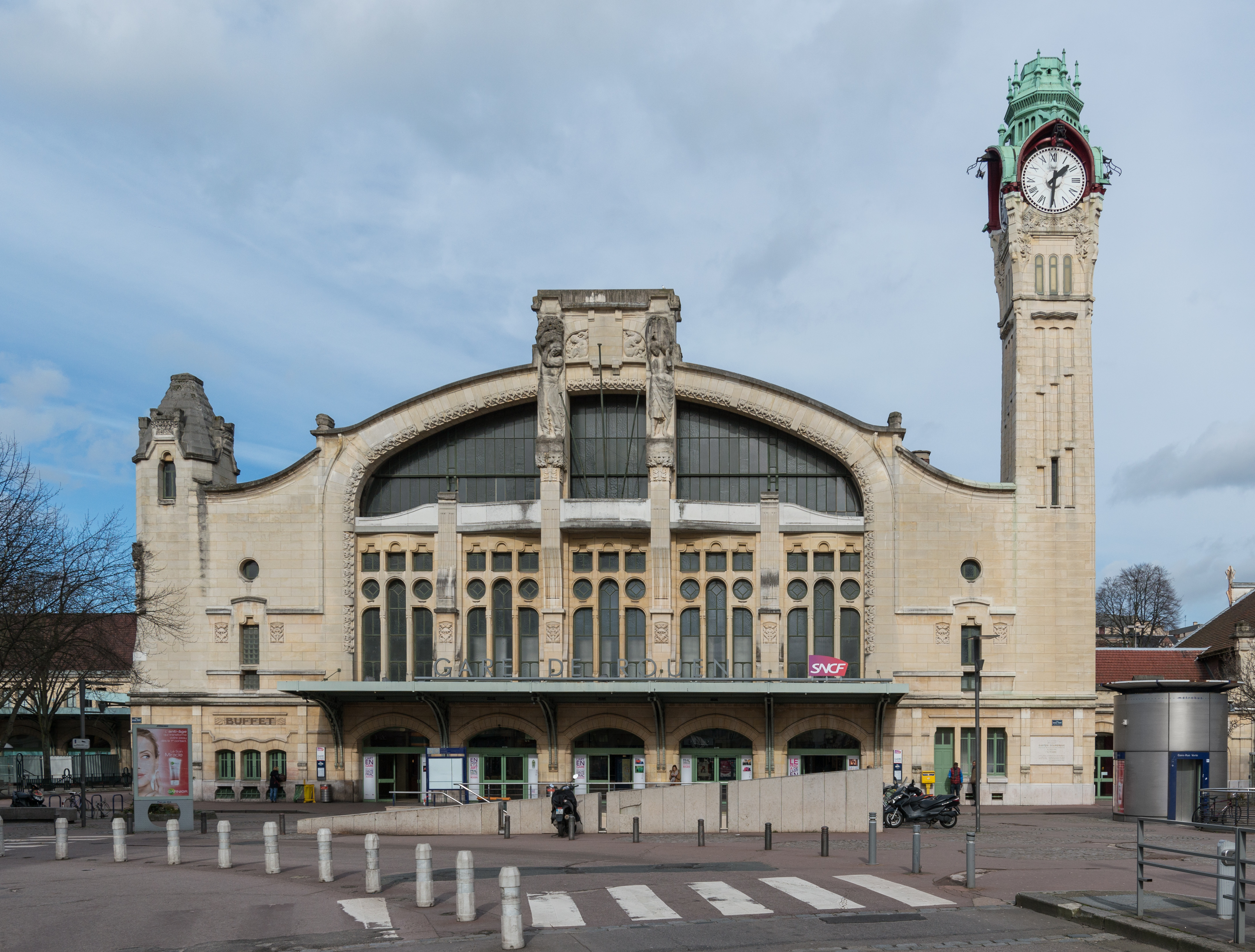
Fassade des Bahnhofs Gare de Rouen-Rive-Droite
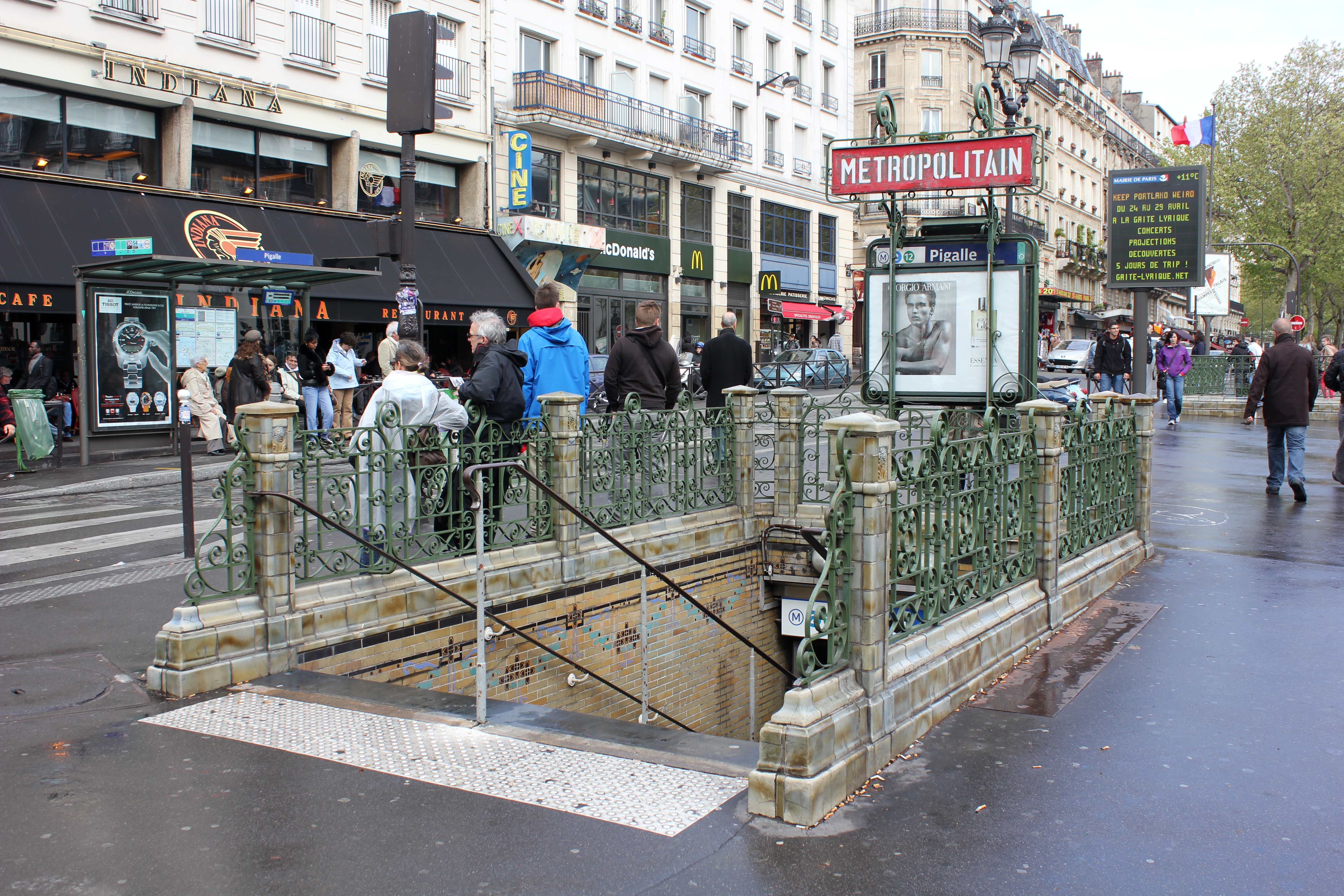
Zugang der ehemaligen Nord-Sud, U-Bahnhof Pigalle (Métro Paris)
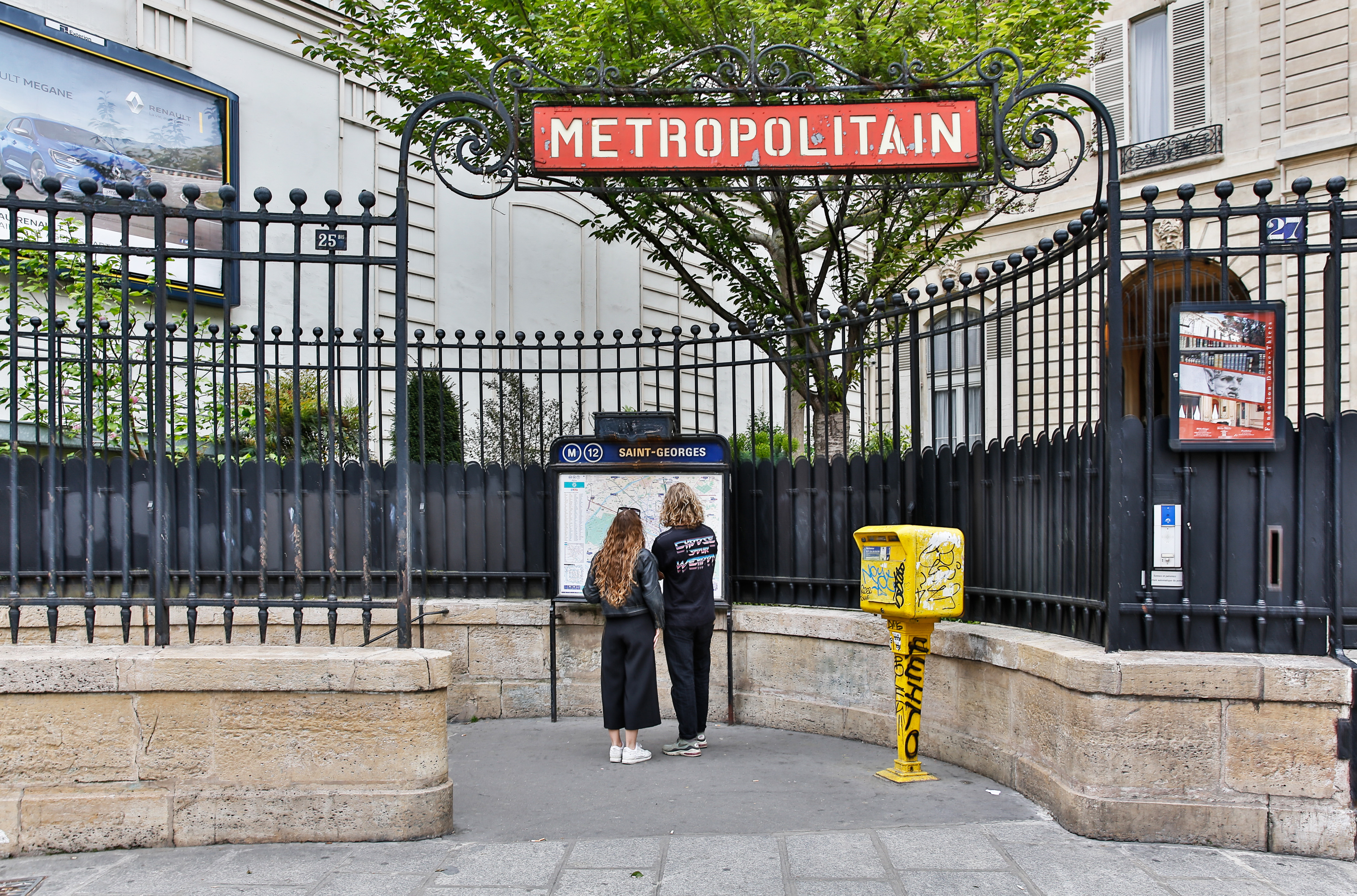
Nord-Sud-Eingang der Station Saint-Georges
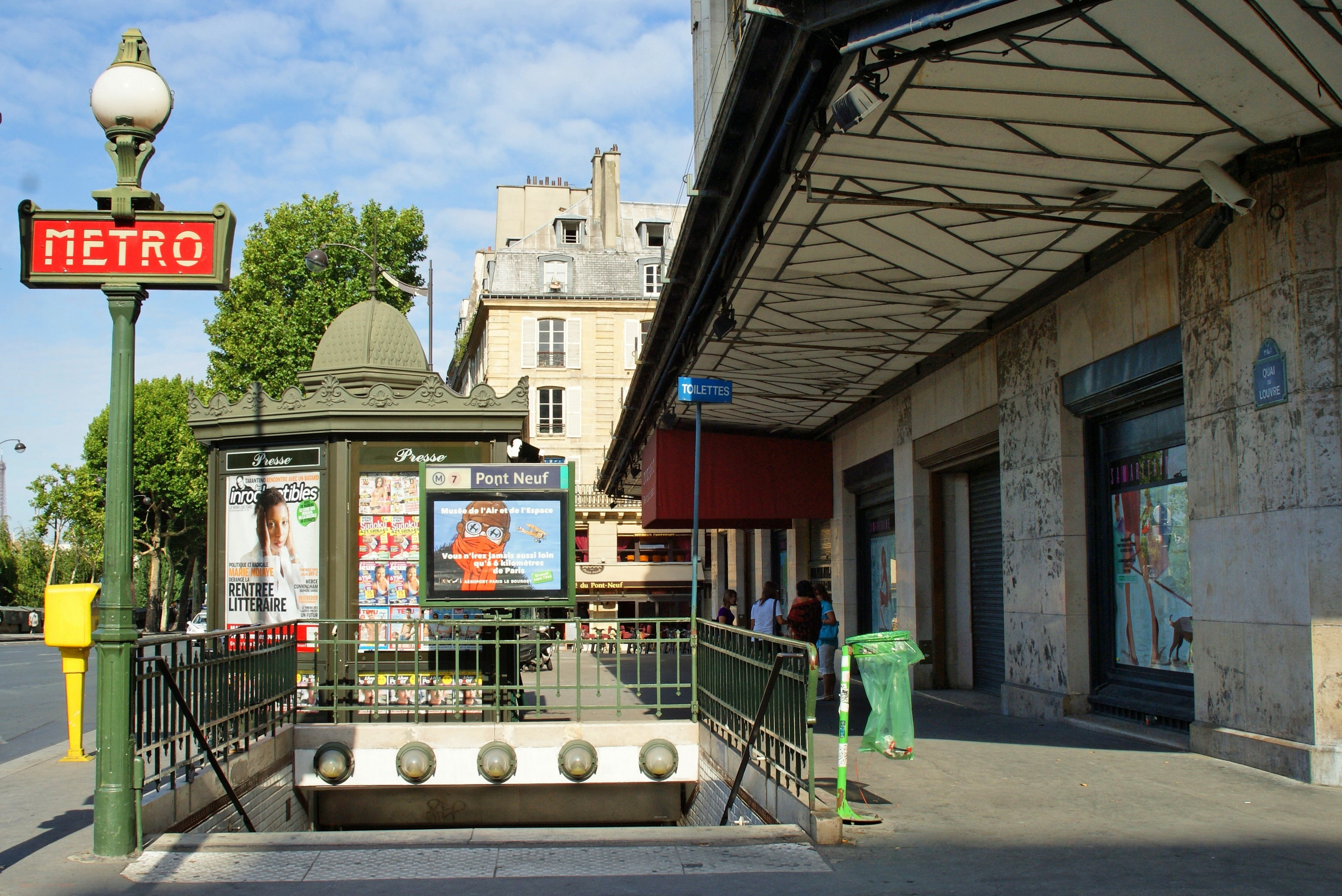
Dervaux-Kandelaber an einem Zugang der von der CMP errichteten Station Pont Neuf